# Julian Lennon

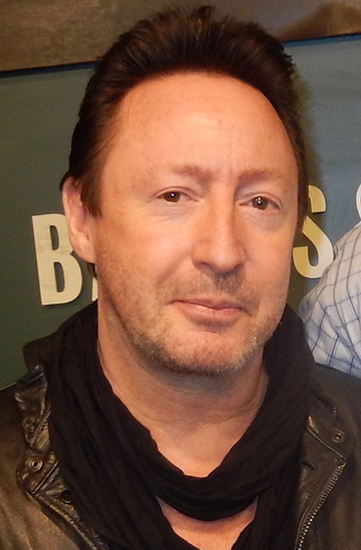
Julian Lennon (2018)

 Julian Charles John Lennon (* 8. April 1963 in Liverpool als John Charles Julian Lennon) ist ein britischer Musiker, Komponist und Fotograf. Er ist der Sohn von John Lennon aus dessen erster Ehe mit Cynthia Powell. Julian Lennon ist der Halbbruder von Sean Lennon, dessen Eltern John Lennon und Yoko Ono sind.

## Leben

### Kindheit
Julian Lennon besuchte die Ruthin School in der Nähe der Stadt Ruthin in Denbighshire in North Wales.
Julian Lennons Mutter heiratete nach der Scheidung von John Lennon drei weitere Male. Ein harmonisches Familienleben hat Julian Lennon nach eigenen Angaben nie kennengelernt, da sein Vater die Familie im Jahr 1968 verließ und fortan mit Yoko Ono zusammenlebte, die er im März 1969 heiratete. Seine Kindheit war auch durch wechselnde Partnerschaften seiner Mutter und Enttäuschungen von seinem Vater geprägt. John Lennon suchte jedoch seit 1973, in dieser Zeit mit seiner Lebensgefährtin May Pang zusammenlebend, den Kontakt zu seinem heranwachsenden Sohn aus erster Ehe. Bei den Besuchen musste Julian sich jedoch in die USA begeben, da sein Vater seit September 1971 in den USA lebte und er im Jahr 1972 Probleme mit der Aufenthaltsgenehmigung in den USA bekam, es drohte ihm eine Ausweisung, Grund waren die wachsenden Befürchtungen der CIA vor einem „radikalisierenden“ Künstler John Lennon. So konnte John Lennon während dieser Zeit die USA nicht verlassen. Aber auch nach dem Erhalt der Green Card im Oktober 1975 begab sich John Lennon nicht mehr nach Großbritannien.
Während eines Besuchs im Sommer 1974 spielte Julian als damals Elfjähriger bei einer etwa 30 Sekunden dauernden Version von Ya Ya Schlagzeug, während sein Vater sang und Klavier spielte. Das Lied wurde auf John Lennons Album Walls and Bridges veröffentlicht.
Julian Lennon sah seinen Vater im April 1979 während eines gemeinsamen Urlaubs in Palm Beach, Florida, zum letzten Mal. Kurz vor John Lennons Ermordung 1980 war der (telefonische) Kontakt nach Julian Lennons Angaben besonders intensiv.
Rückblickend sah Julian Lennon seine Beziehung zu seinem Vater im Jahr 2000 und 2010 kritisch. Dies zeigt sich auch in seiner Namensänderung, die er 2020 vornahm. Er ließ die Reihenfolge seiner Vornamen offiziell ändern von John Charles Julian Lennon, kurz John Lennon, in Julian Charles John Lennon.

### Beatles-Inspirationen
Julian Lennon inspirierte zwei bekannte Titel der Beatles. Sein Vater John schrieb 1967 Lucy in the Sky with Diamonds, nachdem ihm Julian eine seiner Zeichnungen gezeigt und sie ihm als „Lucy am Himmel mit Diamanten …“ erklärt hatte. Diese Hintergrundinformation wurde nicht zuletzt verbreitet, um der naheliegenden Deutung zu begegnen, die Initialen des Song-Titels spielten auf LSD an. 1968 schrieb Paul McCartney Hey Jude. Der Einfall zu dem Titel kam ihm, als er auf dem Rückweg von einem Besuch bei Cynthia Lennon war. Das Stück sollte ein Trost für Julian sein, da sich seine Eltern gerade hatten scheiden lassen. Hey Jude hieß deshalb zuerst Hey Jules. Jahre später ersteigerte Julian Lennon das Originalmanuskript von Hey Jude.
Good Night, ein Titel auf dem Album The Beatles, ist ein Lied von John Lennon für seinen Sohn Julian, obwohl es von Ringo Starr gesungen wurde.

### Eigene musikalische Karriere

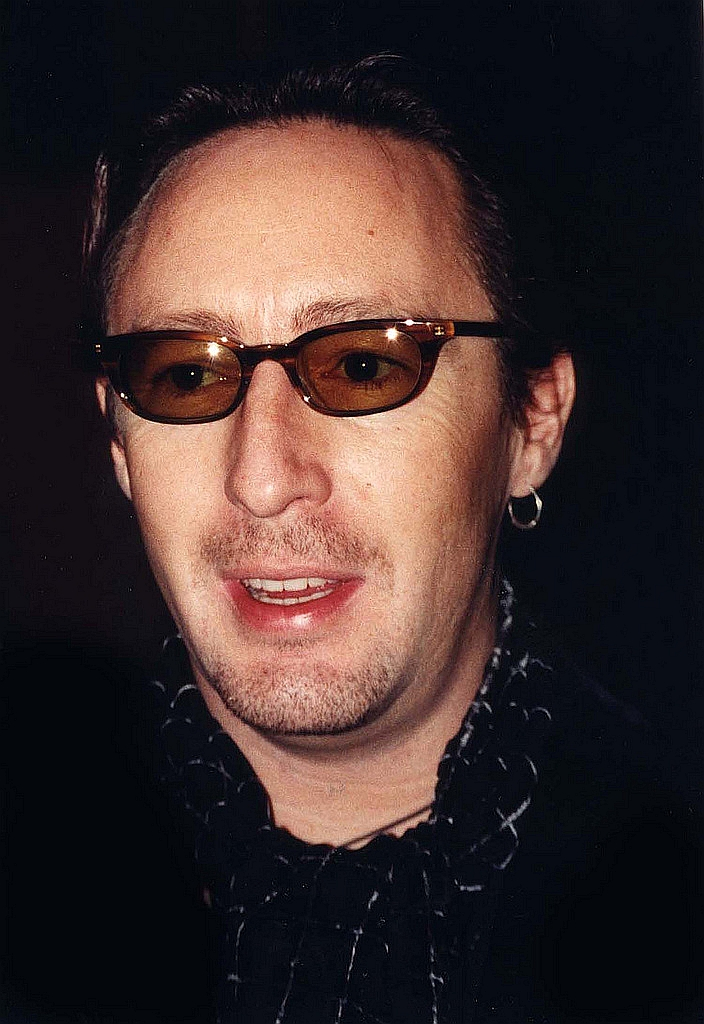
Julian Lennon (2000)

Im Oktober 1984 veröffentlichte Julian Lennon unter der Führung des bekannten Produzenten Phil Ramone das Album Valotte. Die Singleauskopplung Too Late for Goodbyes erreichte Platz sechs der britischen Singlecharts und Platz fünf in den USA, die Single Valotte erreichte ebenfalls die Top Ten in den USA. Das Album verkaufte sich weltweit 1,5 Millionen Mal.
Julian Lennon spielte auf seinem Debütalbum Gitarre, Schlagzeug, Perkussionen, Bass und Keyboards ein. Was die Zuhörer beeindruckte, waren sein Aussehen und seine Stimme, die beide stark an seinen Vater erinnern. Es kamen Gerüchte auf, dass es doch eine Beatles-Reunion geben könnte – mit Julian Lennon als Ersatzmann. Sein ehemaliger Schulfreund Justin Clayton spielte auf dem Album Valotte und den zukünftigen Alben bis einschließlich 2011 Gitarre und war bei einigen Liedern auch Mitkomponist.
Im November 1985 erschien die von Julian Lennon eingesungene Single Because, sie wurde aus dem Musical Time von Dave Clark ausgekoppelt, die weitere Single Time Will Teach Us All mit Lennon als Sänger wurde im Mai 1986 veröffentlicht.
Nach einer erfolgreichen Nordamerika-Tournee im Jahr 1985 veröffentlichte Lennon im März 1986 sein zweites Album The Secret Value of Daydreaming, konnte jedoch lediglich eine Single in den US-Top-40 platzieren, das Album erreichte in den USA Goldstatus. Es folgte 1986 eine weitere Nordamerika-Tournee, die Europa-Tournee wurde wegen der zu geringen Kartennachfrage abgesagt.
Anschließend zog er sich in die Schweiz zurück, um in aller Ruhe über seine Karriere nachzudenken. Im November 1986 wurde die Single Midnight Smoke aus dem Mike-Batt-Musical The Hunting of the Snark veröffentlicht, auch hier war Julian Lennon Gastsänger.
Das dritte Album Mr. Jordan vom März 1989 war der erste Versuch, sich von seinem Vater zu emanzipieren. Kritiker zogen Vergleiche mit David Bowie, aber seine Plattenfirma war von dem Produkt wenig begeistert. Aus Mangel an Promotion nahm kaum jemand das Album wahr. Julian begab sich ab Juli 1989 auf eine kurze Tournee durch Großbritannien und den USA. Im Oktober 1989 erschien der Soundtrack zur Fernsehserie Wunderbare Jahre, auf dem Julian Lennon mit einer Coverversion des Rolling-Stones-Stücks Ruby Tuesday vertreten war.
Im August 1991 veröffentlichte Lennon sein nächstes Album Help Yourself. Die Singleauskopplung Saltwater war ein kommerzieller Erfolg, mit Ausnahme der USA. So erreichte die Single Platz 1 in Australien. Vom jahrelangen Alkohol- und Drogenkonsum gezeichnet, zog Lennon erst nach Norditalien, dann nach Südfrankreich, um Abstand vom Musikgeschäft zu gewinnen. Jahrelang rührte er kein Instrument an und beschäftigte sich mit Architektur und Kochen. Im Dezember 1995 erschien das Soundtrackalbum Mr. Holland’s Opus, bei dem Lennon das Lied Cole’s Song beisteuerte.
Im Mai 1998 erschien sein fünftes Album Photograph Smile, für das er eigens das Label Music from Another Room gründete. „Ich wollte nicht, dass meine letzten Alben mein Vermächtnis an die Musikindustrie darstellen. Sie waren einfach nicht gut genug. Ich wollte ein Album machen, auf das ich stolz sein kann. Eines, über das ich die Kontrolle hatte“, erklärte er den Schritt 1999 in einem Interview. Im Jahr 1999 folgte eine Club-Tournee in Nordamerika.

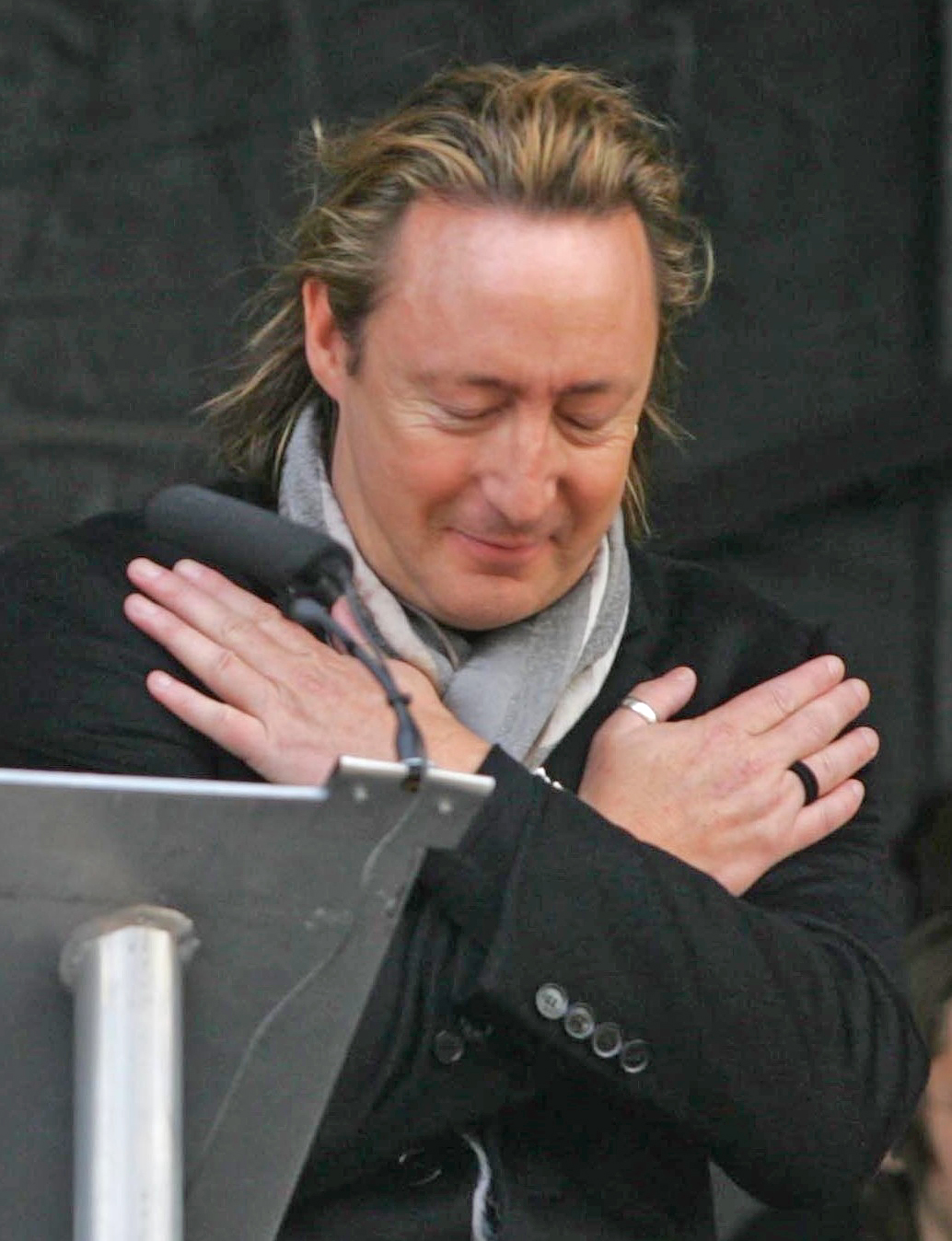
Lennon bei der Enthüllung des John Lennon Peace Monuments in Liverpool am 9. Oktober 2010

Danach zog er sich erneut ins Privatleben zurück. Ein zu Beginn des neuen Jahrtausends angekündigtes Album erschien nicht. Im August 2001 wurde das Kompilationsalbum VH1 Behind the Music: The Julian Lennon Collection veröffentlicht.
Nach drei Jahren meldete sich Lennon im September 2005 auf seiner Website wieder, um mitzuteilen, dass er jegliche Interviewanfragen zum 25. Todestag seines Vaters ablehne. „Mein Dad war ein großes Talent, dessen Musik und Ideale Millionen Menschen inspiriert hat. Dennoch begegne ich ihm mit gemischten Gefühlen. Er war der Vater, den ich liebte, aber er hat mich in vielerlei Hinsicht enttäuscht. Wer weiß, wie sich unsere Beziehung entwickelt hätte, wenn er nicht ermordet worden wäre […]“, erklärte er dort.
Im Jahr 2006 erschien das Duett mit Gregory Darling New Dream auf Darlings Album Shell. Als Lucy Vodden, Lennons frühere Schulfreundin und Inspiration für den Beatles-Titel Lucy in the Sky with Diamonds 2009 starb, veröffentlichte Lennon nach elf Jahren musikalischer Pause die Charity-Single Lucy in Gedenken an Vodden unter seinem Namen. Weitere Veröffentlichungen im Jahr 2011 erfolgten auf dem Kompilationsalbum Shine on! Volume One mit dem Lied Children of the World und ein weiteres Duett December Sky mit Tomi Swick.
Am 3. Oktober 2011 erschien Lennons sechstes Studioalbum Everything Changes in Großbritannien. Einige der Lieder des Albums waren zuvor bereits als Rohmixe auf Lennons Myspace-Profil zu hören. Beginnend ab Juni 2013 wurde das Album auch international mit zwei zusätzlichen Liedern veröffentlicht. Am 8. April 2013, an seinem 50. Geburtstag, wurde die Single Someday, ein Duett mit Steven Tyler, veröffentlicht. Zwischen den Jahren 2012 und 2014 wurden noch folgende Duette veröffentlicht, die nicht auf seinem Album enthalten sind: Hope (mit Nick Wood), All that You’ve Wanted (mit Matt Backer), Luv XXX (mit Aerosmith), Rain in England (mit Tony Mortimer), Let You Go und Fallin in Love (mit Dave Harris), Do You Think I'm A Joke? (mit Andrew Cole) und High Road (mit Brent Bourgeois). Im Jahr 2014 steuerte Julian Lennon für den Soundtrack Price Of Desire das Lied Goodbye bei. Im Dezember 2016, 25 Jahre nach der Erstveröffentlichung, erschien von Julian Lennon eine Neuaufnahmes des Liedes Saltwater unter dem Titel Saltwater 25.
Am 8. April 2022 veröffentlichte Julian Lennon ein Musikvideo, in dem er mit Nuno Bettencourt Imagine vorträgt mit der Bitte, die Flüchtlinge des Ukraine-Krieges zu unterstützen. Am 9. September 2022 wurde das siebte Studioalbum Jude veröffentlicht.

### Weitere künstlerische Tätigkeiten

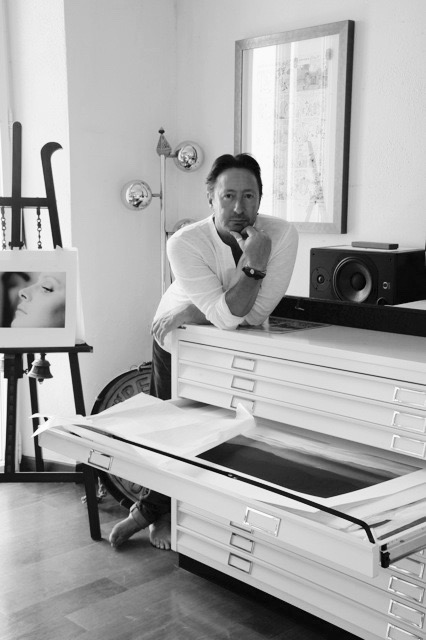
Julian Lennon (2015)

Julian Lennons erste Tournee im Jahr 1985 wurde in dem Film Stand By Me: A Portrait of Julian Lennon von Sam Peckinpah und nach dessen Tod von Martin Lewis dokumentiert. In dem Konzertfilm Chuck Berry: Hail! Hail! Rock 'n' Roll aus dem Jahr 1987 hatte Julian Lennon einen Gastauftritt. In der John-Lennon-Dokumentation Imagine: John Lennon von 1988 gibt es mehrere Interviewsequenzen mit Julian Lennon. In dem Spielfilm Leaving Las Vegas aus dem Jahr 1995 hatte Julian Lennon eine kleinere Nebenrolle als Barmann. 1996 spielte er in Cannes Man sich selbst. Im 1996 veröffentlichten Film The Rolling Stones Rock and Roll Circus, der 1968 aufgenommen wurde, war er kurz zu sehen.
Julian Lennon ist der Produzent des Dokumentarfilms Whaledreamers aus dem Jahr 2006 von Kim Kindersley über einen Aborigine-Stamm und seine besondere Beziehung zu Walen, wobei auch viele Umweltprobleme angeschnitten werden. Dieser Film wurde mehrfach ausgezeichnet und beim Festival in Cannes gezeigt. Für den Film hat Lennon seinen Song Saltwater neu eingespielt, hat Gesänge der Aborigines und auch Wale mit eingearbeitet. Greenpeace hat das Stück inzwischen zu seiner Hymne gemacht.
Julian sprach die Titelfigur im Animationsfilm David Copperfield. 1990 sprach er auch den Hauptcharakter Toby the Teapot im Animationsfilm The Real Story of I'm a Little Teapot.
Nachdem er 2007 die Tour seines Halbbruders Sean Lennon fotografiert hatte, interessierte sich Julian Lennon auch für die Fotografie. Es folgten ab dem Jahr 2010 Ausstellungen seiner Fotoarbeiten. Am 17. September 2010 eröffnete er seine Ausstellung von 35 Fotografien unter dem Titel „Timeless: The Photography of Julian Lennon“ Seine Ausstellung „Horizons“ wurde in der Galerie Emmanuel Fremin in New York vom 12. März bis 2. Mai 2015 gezeigt. Seit 2016 läuft seine Ausstellung „Cycle“ und gastierte 2018 in Frankfurt am Main.
Nach dem Tod seines Vaters begann Julian Lennon Beatles-Andenken zu sammeln, seine Sammlung wurde in dem im Jahr 2010 veröffentlichten Buch Beatles Memorabilia: The Julian Lennon Collection dokumentiert. 2006 hatte er bereits das Vorwort für das Buch John seiner Mutter Cynthia Lennon geschrieben.
Im April 2017 veröffentlichte Julian Lennon mit Bart Davis und Smiljana Coh (Illustrationen) das Kinderbuch Touch the Earth. Im April 2018 folgte das zweite Buch mit dem Titel Heal the Earth, ein drittes mit dem Titel Love the Earth erschien im Oktober 2020. Eine Animationsserie zu seinen Büchern ist geplant. Im November 2021 wurde das Kinderbuch The Morning Tribe: A Graphic Novel von Julian Lennon und Bart Davis veröffentlicht.

## Diskografie

### Studioalben
| Jahr | Titel                           | Höchstplatzierung, Gesamtwochen, AuszeichnungChartplatzierungen (Jahr, Titel, Platzierungen, Wochen, Auszeichnungen, Anmerkungen) | Höchstplatzierung, Gesamtwochen, AuszeichnungChartplatzierungen (Jahr, Titel, Platzierungen, Wochen, Auszeichnungen, Anmerkungen) | Höchstplatzierung, Gesamtwochen, AuszeichnungChartplatzierungen (Jahr, Titel, Platzierungen, Wochen, Auszeichnungen, Anmerkungen) | Höchstplatzierung, Gesamtwochen, AuszeichnungChartplatzierungen (Jahr, Titel, Platzierungen, Wochen, Auszeichnungen, Anmerkungen) | Höchstplatzierung, Gesamtwochen, AuszeichnungChartplatzierungen (Jahr, Titel, Platzierungen, Wochen, Auszeichnungen, Anmerkungen) | Anmerkungen |
| Jahr | Titel                           | DE | AT | CH | UK | US | Anmerkungen |
| ---- | ------------------------------- | --- | --- | --- | --- | --- | --- |
| 1984 | Valotte                         | DE60 (6 Wo.)DE | — | — | UK20 Silber · (15 Wo.)UK | US17 Platin · (46 Wo.)US | Erstveröffentlichung: 15. Oktober 1984                                                                                              |
| 1986 | The Secret Value of Daydreaming | — | — | — | UK93 (1 Wo.)UK | US32 Gold · (18 Wo.)US | Erstveröffentlichung: 24. März 1986                                                                                                 |
| 1989 | Mr. Jordan                      | — | — | — | — | US87 (15 Wo.)US | Erstveröffentlichung: 20. August 1991                                                                                               |
| 1991 | Help Yourself                   | — | — | — | UK42 (4 Wo.)UK | — | Erstveröffentlichung: 10. März 1989                                                                                                 |
| 1998 | Photograph Smile                | DE94 (1 Wo.)DE | AT40 (3 Wo.)AT | — | UK78 (1 Wo.)UK | — | Erstveröffentlichung: 4. Mai 1998                                                                                                   |
| 2011 | Everything Changes              | — | — | — | UK106 (1 Wo.)UK | — | Erstveröffentlichung: 3. Oktober 2011 2013 mit zwei zusätzlichen Liedern und als akustische Version, 2015 als instrumentale Version |
| 2022 | Jude                            | DE54 (1 Wo.)DE | — | CH37 (1 Wo.)CH | — | — | Erstveröffentlichung: 9. September 2022                                                                                             |

### Kompilation
- 2001: VH1 Behind the Music: The Julian Lennon Collection (nur in den USA veröffentlicht)

### Singles

#### Veröffentlichungen
- 1984: Too Late for Goodbyes / Big Mama / Well I Don’t Know  (12″, Deutschland, GB: hier auch als Picture Disc-Single)
- 1984: Valotte / Well I Don’t Know (USA)
- 1984: Too Late for Goodbyes / Let Me Be (USA)
- 1984: Too Late for Goodbyes (Extended) / Too Late for Goodbyes / Well I Don’t Know (12″, USA)
- 1984: Valotte / Let Me Be (Deutschland, UK: hier auch als Picture Disc-Single)
- 1984: Valotte / Let Me Be / Bebop (12″, Deutschland/UK)
- 1985: Say You’re Wrong / Bebop (UK)
- 1985: Say You’re Wrong / Bebop / Too Late for Goodbyes (Extended) (12″, Deutschland)
- 1985: Say You’re Wrong / Big Mama (USA)
- 1985: Jesse / Bebop (USA)
- 1985: Too Late for Goodbyes / Well I Don’t Know (Deutschland/UK)
- 1985: Because / Because (Instrumental; UK)
- 1986: Stick Around / Always Think Twice
- 1986: Stick Around (Extended) / Stick Around (Single Mix) / Always Think Twice (12”)
- 1986: Want Your Body / Everyday (USA)
- 1986: Time Will Teach Us All / Time Will Teach Us All (Instrumental)
- 1986: Time Will Teach Us All (Extended) / Time Will Teach Us All / Time Will Teach Us All (Instrumental; 12”)
- 1986: This Is My Day / Everyday
- 1986: This Is My Day (Extended) / This Is My Day (Album Version) / Everyday (12″)
- 1986: Midnight Smoke / The Vanishing (UK)
- 1986: Midnight Smoke (Full Version) / The Vanishing (Full Version) (12″, UK)
- 1989: Now You’re in Heaven / Second Time
- 1989: Now You’re in Heaven (Extended) / Now You’re in Heaven / Second Time (12″)
- 1989: Now You’re in Heaven (US-Remix) / Now You’re in Heaven (7″ Mix) / Now You’re in Heaven (Dub Mix) / Second Time (12″; USA)
- 1989: Now You’re in Heaven (7″ Mix) / Too Late for Goodbyes (Extended) / Now You’re in Heaven (Orbit Mix) (CD)
- 1989: You’re the One / Sunday Morning
- 1989: You’re the One / Sunday Morning / Stand By Me (Live) (12″-CD, GB)
- 1991: Saltwater / Rebel King (Edit)
- 1991: Saltwater / Rebel King (Edit) / Creo Que Voy A LLorar (Saltwater) / Mother Mary (12″-CD)
- 1991: Help Yourself (Edit) / Take Me Home
- 1991: Help Yourself (Edit) / Take Me Home / Angilette (CD)
- 1991: Help Yourself (Edit) / Take Me Home / Angilette / Saltwater (live at the Steve Wright Show) (CD)
- 1991: Help Yourself (Remix Edit) / Help Yourself (Remix) (CD)
- 1991: Get a Life (Radio Mix) / Get a Life (Bungee Mix)
- 1992: Get a Life (Radio Mix) / Get a Life (Bungee Mix) / Get a Life (Album Version) / Ruby Tuesday (CD, GB)
- 1992: Get a Life (Radio Mix) / Get a Life (Bungee Mix) / Saltwater / Ruby Tuesday (CD, GB)
- 1998: Day After Day / Don’t Let Me Down (nicht das Beatles-Lied) / Good to Be Lonely (CD)
- 1998: I Don’t Wanna Know / Kiss Beyond the Catcher / Day After Day (Video; CD)
- 1998: I Don’t Wanna know / I Need you / I Don’t Wanna Know (Original Version) / I Don’t Wanna Know (Video; CD)
- 2009: Lucy (Studio Version) / Sober / Lucy (Acoustic Version) / Beautiful (Julian Lennon und James Scott Cook)
- 2011: Lookin’ 4 Luv (Download-Single)
- 2012: Guess It Was Me (2012 Remix) (Download-Single)
- 2013: Someday (Download-Single)
- 2016: Saltwater 25 (Download-Single); Saltwater 25 / Creo Que Voy A LLorar (7″-Single auf durchsichtigem Vinyl gepresst)
- 2017: Hold on (Remixed by Tim Ellis) (Download-Single)
- 2020: To the Good Old Days (feat. Dennis DeYoung) (Streaming-Single)
- 2021: Karma Police (feat. Nuno Bettencourt) (Streaming-Single)
- 2022: Freedom/Every Little Moment (Streaming-Single)
- 2022: Imagine (Streaming-Single)
- 2022: Lookin’ 4 Love (They Kiss & Julian Lennon feat. Sanflower) (Streaming-Single)
- 2022: Lucky Ones (Streaming-Single)
- 2022: Change (Streaming-Single)
- 2023: Love Don’t Let Me Down (Streaming-Single)
- 2023: Save Me (Streaming-Single)
- 2024: Every Little Moment  (Streaming-Single)

#### Chartplatzierungen
| Jahr | Titel Album                                  | Höchstplatzierung, Gesamtwochen, AuszeichnungChartplatzierungen (Jahr, Titel, Album, Platzierungen, Wochen, Auszeichnungen, Anmerkungen) | Höchstplatzierung, Gesamtwochen, AuszeichnungChartplatzierungen (Jahr, Titel, Album, Platzierungen, Wochen, Auszeichnungen, Anmerkungen) | Höchstplatzierung, Gesamtwochen, AuszeichnungChartplatzierungen (Jahr, Titel, Album, Platzierungen, Wochen, Auszeichnungen, Anmerkungen) | Höchstplatzierung, Gesamtwochen, AuszeichnungChartplatzierungen (Jahr, Titel, Album, Platzierungen, Wochen, Auszeichnungen, Anmerkungen) | Höchstplatzierung, Gesamtwochen, AuszeichnungChartplatzierungen (Jahr, Titel, Album, Platzierungen, Wochen, Auszeichnungen, Anmerkungen) | Anmerkungen                                                   |
| Jahr | Titel Album                                  | DE | AT | CH | UK | US | Anmerkungen                                                   |
| ---- | -------------------------------------------- | --- | --- | --- | --- | --- | ------------------------------------------------------------- |
| 1984 | Too Late for Goodbyes Valotte                | DE26 (10 Wo.)DE | AT22 (6 Wo.)AT | CH30 (1 Wo.)CH | UK6 (13 Wo.)UK | US5 (17 Wo.)US | Erstveröffentlichung: 24. September 1984                      |
| 1984 | Valotte                                      | — | — | — | UK55 (8 Wo.)UK | US9 (19 Wo.)US | Erstveröffentlichung: 3. Dezember 1984                        |
| 1985 | Say You’re Wrong Valotte                     | — | — | — | UK75 (2 Wo.)UK | US21 (12 Wo.)US | Erstveröffentlichung: 18. Februar 1985                        |
| 1985 | Jesse Valotte                                | — | — | — | — | US54 (6 Wo.)US |                                                               |
| 1985 | Because Time (Cast recording)                | — | — | — | UK40 (8 Wo.)UK | — | Erstveröffentlichung: 1. November 1985 aus dem Musical „Time“ |
| 1986 | Stick Around The Secret Value of Daydreaming | — | — | — | UK86 (2 Wo.)UK | US32 (13 Wo.)US | Erstveröffentlichung: 10. März 1986                           |
| 1989 | Now You’re in Heaven Mr. Jordan              | — | — | — | UK59 (4 Wo.)UK | US93 (4 Wo.)US | Erstveröffentlichung: 20. Februar 1989                        |
| 1991 | Saltwater Help Yourself                      | DE58 (10 Wo.)DE | — | — | UK6 (13 Wo.)UK | — | Erstveröffentlichung: 5. August 1991                          |
| 1991 | Help Yourself                                | DE53 (11 Wo.)DE | — | — | UK53 (2 Wo.)UK | — |                                                               |
| 1992 | Get a Life Help Yourself                     | — | — | — | UK56 (3 Wo.)UK | — |                                                               |
| 1998 | Day After Day Photograph Smile               | — | — | — | UK66 (2 Wo.)UK | — |                                                               |
| 1998 | I Don’t Wanna Know Photograph Smile          | — | — | — | UK99 (1 Wo.)UK | — |                                                               |

### Videoalben/Filme
- 1985: Stand by Me – A Portrait of Julian Lennon (nur VHS 1985)
- 1987: Chuck Berry: Hail! Hail! Rock ’n’ Roll
- 1988: Imagine: John Lennon
- 1995: Leaving Las Vegas (Nebenrolle)
- 1996: Cannes Man
- 2006: Whaledreamers (Produzent)
- 2013: Through The Picture Window (Dokumentation über das Album Everything Changes mit zusätzlichen Musikvideos)

### Promoveröffentlichungen

#### Promo-Alben
- 1986: A Candid Conversation (Interviewalbum) (USA)[25]
- 1989: Mr. Jordan According To Mr. Lennon (A Candid Conversation) (Interviewalbum) (USA)[26]
- 1999: Lennon… And Proud Of It: A Conversation with Julian Lennon (Interviewalbum)[27]

#### Promo-Singles
Hierbei handelt es sich um Werbesingles, die (so) nicht als reguläre Kaufsingles erschienen sind.
- 1989: Mother Mary (Edit) / Mother Mary (LP-Version) (CD, USA)
- 1989: Angilette / Make It Up To You (LP-Version) (7″) (USA)
- 1991: Rebel King (Edit) / Get A Life (LP-Version) / New Physics Rant (CD, USA)
- 1991: Listen (AOR Edit) / Listen (LP-Version) (CD, USA)
- 2011: Lookin’ 4 Luv (CD-Promotionsingle, UK – ansonsten nur als Download-Single veröffentlicht)
- 2012: Guess It Was Me (2012 Remix) (CD-Promotionsingle, UK – ansonsten nur als Download-Single veröffentlicht)
- 2013: Someday (CD-Promotionsingle, UK – ansonsten nur als Download-Single veröffentlicht)

### Weitere Veröffentlichungen
- 1974: John Lennon – Walls and Briges – Ya Ya (Drums)
- 1985: Raf Ravenscroft – Lifeline – Song for a Guy
- 1986: The Hunting of the Snark – Midnight Smoke, The Escapade (Duett), The Vanishing (Duett)
- 1986: Playing for Keeps: Original Motion Picture Soundtrack – Stand by Me (live)
- 1986: Dave Clark’s TIME The Album – Time will Teach Us All, Because, If You only Knew
- 1987: The Hail! Hail! Rock ’n’ Roll (Soundtrack) – Johnny B. Good (Duett)
- 1987: The Hunting of the Snark – Videoaufzeichnung der konzertanten Aufführung in der Royal Albert Hall, London;
- 1990: Toy Matinee – Turn It On Salvador, Things she said (Background Vocals)
- 1991: The Smithereens – If you Want the Sun to Shine
- 1993: Children of the World / Children of the World (Instrumental) (CD, Japan)
- 1995: Mr. Holland’s Opus – Cole’s Song
- 1995: Bald – Bald’s – Message of Love – All Alone (Duett)
- 1996: Duos Taratata Vol. 2 – Stand by Me (Duett mit Tears for Fears)
- 1999: KTCZ Cities Sampler – Good to be Lonely (Akustische Version)
- 1999: KGSR Broadcasts Vol 7 – I Don’t Wanna Know (Akustische Version)
- 1999: No one but you (bei einem Live-Konzert 1999 in Deutschland live gespielter, bisher unveröffentlichter Song)
- 1999: British Rock Symphony – Black Bird (Guitar)
- 2000: Allstate Insurance Commercial – When i'm sixty-four
- 2003: Third World – Ain’t Givin’ Up…  – Hold Tight (Duett)
- 2006: Gregory Darling – Shell – New Dream (Duett)
- 2006: Matt Backer – Cold War (Duett)
- 2009: Billie Rainbird – Catch the Sky – No Great Divide (Lead Vocals)
- 2010: HISSS – Sway (Mann Dole)
- 2010: Healthy Food for Thought – Jules In the Kitchen
- 2011: Shine on! Volume One – Children of the World
- 2011: Tomi Swick – December Sky
- 2011: The Old Grey Whistle Test Live – Stand by me
- 2012: Nick Wood – Hope (feat. Julian Lennon, Tetsuya Komuro, Beyond Tomorrow Students)
- 2012: Matt Backer – Idle Hands – All that You’ve Wanted (Duett)
- 2012: Aerosmith – Music from Another Dimension! – Luv XXX (Duett)
- 2013: Dave Harris & Julian Lennon – Let You Go
- 2013: Tony Mortimer feat. Julian Lennon – Rain in England
- 2013: Absolutely Positively Getting Along – Celebrate You (Reading Poems)
- 2014: Price Of Desire (Soundtrack) – Goodbye
- 2014: Andrew Cole – Do You Think I'm A Joke?' (Duett)
- 2014: Dave Harris & Julian Lennon – Fallin in Love, Let You Go
- 2014: Brent Bourgeois & Julian Lennon – High Road
- 2014: California Breed – Breathe
- 2014: Meninos Do Morumbi – Summertime
- 2014: Stephen Emmer & Julian Lennon – Sleep for England (X-Mas Version)
- 2014: The Smithereens – Blow Up – Live & Alternative Versions – If You Want the Sun To Shine (Pat Demo With Julian Lennon – Studio)
- 2015: The Dave Harris Project – Fallin' in Love (feat. Phil Naro & Julian Lennon)
- 2016: Action Moves People United – Saltwater (Reggae Version)
- 2016: Cash Nyc – Lookin 4 Luv (Cash NYC Remix) feat. Julian Lennon & Sandflower
- 2017: Brian Byrne & James Joyce – Sleep Now (feat. Kristina Train & Julian Lennon)
- 2017: U2 – Songs of Experience – Red Flag Day (Backing Vocals)
- 2018: Glass Tiger – 31 – Thin Red Line (feat. Julian Lennon)
- 2021: Mark Spiro – 7 Billion People (feat. Julian Lennon)

### Auszeichnungen für Musikverkäufe
| Platin-Schallplatte - Australien - 1992: für die Single Saltwater |

Anmerkung: Auszeichnungen in Ländern aus den Charttabellen bzw. Chartboxen sind in ebendiesen zu finden.
| Land/RegionAuszeichnungen für Musikverkäufe (Land/Region, Auszeichnungen, Verkäufe, Quellen) | Silber  | Gold  | Platin     | Verkäufe  | Quellen     |
| -------------------------------------------------------------------------------------------- | ------- | ----- | ---------- | --------- | ----------- |
| Australien (ARIA)                                                                            | —       | —     | Platin1    | 70.000    | aria.com.au |
| Vereinigte Staaten (RIAA)                                                                    | —       | Gold1 | Platin1    | 1.500.000 | riaa.com    |
| Vereinigtes Königreich (BPI)                                                                 | Silber1 | —     | —          | 60.000    | bpi.co.uk   |
| Insgesamt                                                                                    | Silber1 | Gold1 | 2× Platin2 |           |             |